# Trou noir (informatique)
Ne doit pas être confondu avec Ordinateur trou noir.
«  Black hole (informatique) » redirige ici. Pour les autres significations, voir Black Hole.
Pour les articles homonymes, voir Trou noir (homonymie).
En informatique, un trou noir est un nœud d'un réseau qui fait discrètement disparaitre le trafic sans en informer la source de ce trafic. Lors de l'examen d'un réseau, les trous noirs ne peuvent pas être détectés, pour les trouver il faut analyser le trafic perdu.

## Technique
Pour mettre un trou noir en place, il suffit de faire en sorte que pour le trafic une adresse IP donnée ou un nom de domaine donné, le routeur renvoie les données vers le null. L'implémentation de Border Gateway Protocol (BGP) sur les routeurs permet de rerouter le trafic vers l'adresse IP de son choix, en configurant le routeur de manière que certains préfixes soient automatiquement reroutés vers une adresse IP maîtrisée.

## Pare-feu
La majorité des pare-feux modernes possèdent la possibilité de faire « disparaitre » le trafic provenant d'un domaine ou d'une adresse IP spécifique.

## Contre-mesure contre une attaque par déni de service
Cette technique de reroutage du trafic peut s'avérer extrêmement efficace contre les attaques par déni de service. Le trafic malfaisant étant automatiquement, après détection de l'adresse IP d'origine, rerouté vers un trou noir, il ne sature aucun des services du serveur.

## DNS black holing
À l'image du black holing mis en place avec un routeur classique, le DNS black holing permet de rediriger les requêtes réalisées vers un site prédéterminé en s'appuyant sur l'outil DNS. Cette technique permet, au sein d'un réseau local privé ou professionnel, d'empêcher les utilisateurs de se rendre sur des sites malveillants. Des sites maintiennent des listes de sites jugés comme malveillant afin de permettre de mettre à jour les systèmes de DNS black holing mis en place.